# Д’Ожерон, Бертран
Бертран д’Ожерон де Ла Буэр (фр. Bertrand d'Ogeron de La Bouëre, 19 марта 1613 — 31 января 1676) — французский офицер и колониальный чиновник, губернатор острова Тортуга. Он был губернатором Иль-де-ла-Торту (Гаити) с июня 1665 года до конца 1668 года, затем, после короткого промежутка времени, с 1669 по 1673 год и с апреля 1673 года по начало 1675 года, в общей сложности стоял десять лет во глав. колонии пиратов.

## Биография
Родился д’Ожерон 19 марта 1613 в Рошфор-Сюр-Луар. Сын Бертрана Ожерона, торговца, владевшего крупной усадьбой, и Жанны Блуэна. В 1641 году получил звание капитана в военно-морском полку, принимал участие в Каталонской войне (1646—1649). В 1656 году он вступил в компанию, основанную для колонизации реки Онантиниго. Прибыв на Мартинику в сентябре 1657, он отказывается от своего проекта после неблагоприятных сообщений.
Примерно в 1662 году д’Ожерон становится буканьером на северо-западном побережье Сан-Доминго, в Пети-Гоав, а также управляет табачными плантациями в Леогане и Порт-Марго. Он внес большой вклад в развитие колонии Сан-Доминго, которая тогда ещё не имела губернатора, обеспечивая транспортировку сотен рабочих из Нанта и Ла-Рошели, а также привлёк множество поселенцев с Мартиники и Гваделупы. В 1665 году был назначен Французской Вест-Индской компанией губернатором Тортуги. В то время остров был известен как транспортный узел для перевозки табака и кожи, а также как прекрасное убежище для пиратов при анархическом режиме, власть французской короны в котором была лишь номинальной.
Д’Ожерон работал над организацией колонии, предоставив пиратам разрешение нападать на испанцев. Одна из его мер заключалась в увеличении роста населения острова, поскольку некоторые пиратские кодексы отрицательно относились к женщинам, а такие социальные институты, как мателотаж, препятствовали образованию гетеросексуальных пар. Д’Ожерон организовал транспортировку женщин из Франции, чтобы поощрить создание семей на острове. Это укрепило французскую колонию Сан-Доминго, позволив основать новые поселения с культивированием какао, кукурузы, табака, кошенили и кофе.
В 1675 году д’Ожерон прибыл в Париж, где умер 31 января 1676 года. Мраморная доска, прикрепленная к колонне в церкви Сен-Северин (5-й округ Парижа), в которой он похоронен, вспоминает о нём:

С 1664 по 1675 год он заложил основы гражданского и религиозного общества среди флибустьеров и буканьеров островов Тортуга и Сан-Доминго. Тем самым неисповедимыми путями Провидения он подготовил рождение Республики Гаити.
Оригинальный текст (фр.)De 1664 à 1675, il jeta les fondements d'une société civile et religieuse au milieu des flibustiers et boucaniers des îles de la Tortue et de Saint-Dominique et prépara ainsi, par les voies mystérieuses de la Providence, les destinées de la république d'Haïti.

## Культура
Господин Д’Ожерон упоминается в приключенческом романе Рафаэля Сабатини «Одиссея Капитана Блада» как губернатор Тортуги.